# Ronald Tavel
Ronald Tavel (17. května 1936 – 23. března 2009) byl americký režisér, scenárista, dramatik a herec. Studoval na Brooklyn College a v roce 1959 získal titul na University of Wyoming. V šedesátých letech spolupracoval s popartovým umělcem Andym Warholem, hrál například v jeho filmech The Life of Juanita Castro (1965), Hedy (1966) a napsal scénář pro film Chelsea Girls (1966). Zemřel na infarkt v letadle mezi Berlínem a Bangkokem ve svých dvaasedmdesáti letech.